# دهستان پنجه علی جنوبی
دهستان پنجه علی جنوبی نام دهستانی در بخش مرکزی شهرستان قروه، استان کردستان در ایران است. براساس سرشماری مرکز آمار ایران در سال ۱۳۹۵، جمعیت آن ۳۳۳۶ نفر (۱۰۲۲ خانوار) بوده‌است.
لازم به یاد آوری است با انتزاع بخش ییلاق از شهرستان قروه  وایجاد شهرستان  دهگلان   به تعداد ده روستا از این دهستان منتزع وبه  دهستان ییلاق جنوبی  شهرستان دهگلان الحاق گردید.